# 9e cérémonie des St. Louis Film Critics Association Awards
La 9e cérémonie des St. Louis Film Critics Association Awards (SLFCA Awards), décernés par la St. Louis Film Critics Association, a eu lieu le 17 décembre 2012, et a récompensé les films réalisés dans l'année,.

## Palmarès

### Meilleur film
- Argo
  - Django Unchained
  - Lincoln
  - Moonrise Kingdom
  - L'Odyssée de Pi (Life Of Pi)
  - Zero Dark Thirty

### Meilleur réalisateur
- Ben Affleck pour Argo
  - Wes Anderson pour Moonrise Kingdom
  - Kathryn Bigelow pour 0 Dark 30 (Zero Dark Thirty)
  - Quentin Tarantino pour Django Unchained
  - Ang Lee pour L'Odyssée de Pi (Life Of Pi)
  - Benh Zeitlin pour Les Bêtes du sud sauvage (Beasts of the Southern Wild)

### Meilleur acteur
- Daniel Day-Lewis pour le rôle d'Abraham Lincoln dans Lincoln
  - Bradley Cooper pour le rôle de Pat Solitano dans Happiness Therapy (Silver Linings Playbook)
  - Jamie Foxx pour le rôle de Django dans Django Unchained
  - John Hawkes pour le rôle de Mark O'Brien dans The Sessions
  - Joaquin Phoenix pour le rôle de Freddie Quell dans The Master
  - Denzel Washington pour le rôle de Whip Whitaker dans Flight

### Meilleure actrice
- Jessica Chastain pour le rôle de Maya dans Zero Dark Thirty
  - Jennifer Lawrence pour le rôle de Tiffany dans Happiness Therapy (Silver Linings Playbook)
  - Helen Mirren pour le rôle d'Alma Reville dans Hitchcock
  - Aubrey Plaza pour le rôle de Darius Britt dans Safety Not Guaranteed
  - Quvenzhané Wallis pour le rôle d'Hushpuppy dans Les Bêtes du sud sauvage (Beasts of the Southern Wild)

### Meilleur acteur dans un second rôle
- Christoph Waltz pour le rôle du Dr King Schültz dans Django Unchained
  - Alan Arkin pour le rôle de Lester Siegel dans Argo
  - John Goodman pour le rôle de John Chambers dans Argo
  - Tommy Lee Jones pour le rôle de Thaddeus Stevens dans Lincoln
  - William H. Macy pour le rôle du père Brendan dans The Sessions
  - Bruce Willis pour le rôle du capitaine Sharp dans Moonrise Kingdom

### Meilleure actrice dans un second rôle
(ex æquo)
- Ann Dowd pour le rôle de Sandra dans Compliance
- Helen Hunt pour le rôle de Cheryl dans The Sessions
  - Amy Adams pour le rôle de Mary Sue Dodd dans The Master
  - Ann Dowd pour le rôle de Sandra dans Compliance
  - Sally Field pour le rôle de Mary Todd Lincoln dans Lincoln
  - Anne Hathaway pour le rôle de Fantine dans Les Misérables
  - Emma Watson pour le rôle de Sam dans Le Monde de Charlie (Perks of Being A Wallflower)

### Meilleur scénario original
- Zero Dark Thirty – Mark Boal
  - La Cabane dans les bois (The Cabin in the Woods) – Joss Whedon et Drew Goddard
  - Django Unchained – Quentin Tarantino
  - Flight – John Gatins
  - Sept psychopathes (Seven Psychopaths) – Martin McDonagh
  - Moonrise Kingdom – Roman Coppola et Wes Anderson

### Meilleur scénario adapté
(ex æquo)
- Happiness Therapy (Silver Linings Playbook) – David O. Russell
- Lincoln – Tony Kushner
  - Argo – Chris Terrio
  - Les Bêtes du sud sauvage (Beasts of the Southern Wild) – Lucy Alibar et Benh Zeitlin
  - Le Monde de Charlie (The Perks of Being a Wallflower) – Stephen Chbosky
  - L'Odyssée de Pi (Life Of Pi) – David Magee

### Meilleure photographie
- Skyfall – Roger Deakins
  - Les Bêtes du sud sauvage (Beasts of the Southern Wild) – Ben Richardson
  - Cloud Atlas – Frank Griebe et John Toll
  - Django Unchained – Robert Richardson
  - The Master – Mihai Malaimare Jr.
  - L'Odyssée de Pi (Life Of Pi) – Claudio Miranda

### Meilleurs effets visuels
- L'Odyssée de Pi (Life Of Pi)
  - Avengers (The Avengers)
  - Blanche-Neige et le Chasseur (Snow White And The Huntsman)
  - Cloud Atlas
  - Prometheus – Charley Henley, Martin Hill, Richard Stammers et Trevor Wood

### Meilleure musique de film
(ex æquo)
- Django Unchained – Quentin Tarantino
- Moonrise Kingdom – Alexandre Desplat
  - Les Bêtes du sud sauvage (Beasts of the Southern Wild) – Benh Zeitlin et Dan Romer
  - Cloud Atlas – Reinhold Heil, Johnny Klimek et Tom Tykwer
  - The Dark Knight Rises – Hans Zimmer
  - L'Odyssée de Pi (Life Of Pi) – Mychael Danna
  - Not Fade Away – Steve Van Zandt

### Meilleure comédie
(ex æquo)
- Moonrise Kingdom
- Ted
  - La Cabane dans les bois (The Cabin in the Woods)
  - Les Mondes de Ralph (Wreck-it Ralph)
  - Sept psychopathes (Seven Psychopaths)

### Meilleur film artistique/créatif
(ex æquo)
- Compliance
- Safety Not Guaranteed
  - Bernie
  - La Fée
  - Sleepwalk with Me
  - Take This Waltz

### Meilleur film en langue étrangère
- Intouchables •  France
  - Le Gamin au vélo •  Belgique
  - La Fée •  France /  Belgique
  - Headhunters •  Norvège
  - Holy Motors •  France

### Meilleur film d'animation
- Les Mondes de Ralph (Wreck-it Ralph)
  - Les Cinq Légendes (Rise Of The Guardians)
  - L'Étrange Pouvoir de Norman (ParaNorman)
  - Frankenweenie
  - Rebelle (Brave)

### Meilleur film documentaire
- Searching For Sugar Man
  - Ai Weiwei: Never Sorry
  - Bully
  - How To Survive A Plague
  - Jiro Dreams of Sushi

### Special Merit
(meilleure scène, technique cinématographique ou autre moment mémorable)

(ex æquo)
- Dans Django Unchained, la scène du problème avec le masque/sac.
- Dans Hitchcock, la scène où Hopkins observe les réactions du public pendant la scène de la douche dans Psycho.
- Dans The Impossible (Lo imposible), la scène d'ouverture avec le tsunami.
- Dans The Master, la première scène d'interrogatoire entre Hoffman et Phoenix.
  - Dans Les Bêtes du sud sauvage (Beasts of the Southern Wild), la scène de l'ouragan.
  - Dans Flight, la scène du crash de l'avion.